# Gunvor (företag)
Gunvor International BV är ett oljehandelsföretag som är registrerat i Nicosia, Cypern. 
Gunvor Group grundades 1997 av Gennadij Timtjenko och Torbjörn Törnqvist och har sedan dess utvecklats till det fjärde största företaget i råoljehandeln efter Glencore, Vitol och Trafigura. Merparten av råoljan som företaget handlar med kommer från Ryssland. Företaget kontrolleras sedan mars 2014 av Torbjörn Törnqvist med 83 procent av aktierna, sedan hans partner Gennadij Timtjenko den 19 mars sålt sin 43 procents andel till honom dagen innan USA:s finansministerium beslöt om sanktioner mot Timtjenko med anledning av Rysslands maktövertagande av Krim.

USA:s finansministerium hävdar att Vladimir Putin har ägarintresse i Gunvor Group. Detta tillbakavisas av företaget, som hävdar att de anställda äger de 13 procent som inte ägs av Torbjörn Törnqvist. 
Gunvor Group äger hälften av aktierna i PA Resources.

## Granskning i media

### Uppdrag Granskning
Med anledning av Torbjörn Törnqvists sponsring av den svenska satsningen på segeltävlingen Americas Cup med omkring en miljard kronor har Sveriges Televisions Uppdrag Granskning kritiskt granskat Törnqvist och Gunvor Group. I programmet antyds att företagets extrema framgångar till stor del kan bero på att företaget har haft nära kontakter med den högsta politiska ledningen i Ryssland, särskilt Vladimir Putin. Programmet sändes den 7 september 2011.